# Grenzüberschreitender örtlicher Zweckverband Mittelhardt-Oberrhein
Der Grenzüberschreitende örtliche Zweckverband Mittelhardt-Oberrhein (auch  GöZ Mittelhardt-Oberrhein oder  GLCT (Groupement local de coopération transfrontalière centre hardt rhin supérieur) [französische Bezeichnung]) ist ein kommunaler deutsch – französischer Zweckverband, welcher Gemeinden sowie einen Gewerbepark in Baden-Württemberg und im Elsass umfasst.

## Gründung
Auf Grundlage des 1997 in Kraft getretenen Karlsruher Übereinkommens, das die Zusammenarbeit zwischen Gebietskörperschaften und örtlichen öffentlichen Stellen zwischen Deutschland, Frankreich, der Schweiz und Luxemburg regelt, wurde am 3. Juli 1998 der GöZ Mittelhardt-Oberrhein mit einer Kooperationserklärung seiner 15 Mitglieder gegründet.

## Mitglieder
Im GöZ Mittelhardt-Oberrhein sind sowohl deutsche als auch französische Gemeinden sowie der Gewerbepark organisiert.
Diese sind Bad Krozingen (DE), Balgau (FR), Blodelsheim (FR), Eschbach (DE), Fessenheim (FR), Hartheim am Rhein (DE), Heitersheim (DE), Hirtzfelden (FR), Munchhouse (FR), Roggenhouse (FR), Rumersheim-le-Haut (FR), Rustenhart (FR), Staufen im Breisgau (DE) sowie der Gewerbepark Breisgau (DE).

## Aufgaben
Der Grenzüberschreitende örtliche Zweckverband Mittelhardt-Oberrhein hat vorbehaltlich weiterer Aufträge die Aufgabe
- der Förderung und Realisierung einer grenzüberschreitenden, kommunalen Zusammenarbeit in den Bereichen
  - grenzüberschreitendes Planungsleitbild,
  - Vernetzung bestehender und Betrieb gemeinsamer Freizeit- und Tourismus-Einrichtungen sowie Entwicklung neuer Einrichtungen,
  - Entwicklung der Zweisprachigkeit,
  - Gegenseitige Hilfeleistungen,
  - Zusammenarbeit von Vereinen,
- der Entwicklung sonstiger Maßnahmen, die direkt oder indirekt die Beziehungen zwischen den Verbandsmitgliedern fördern sowie
- der Erbringung öffentlicher Dienstleistungen für ein Mitglied im Rahmen einer Überlassung oder Übertragung (Art. 5 des Karlsruher Abkommens).

Die als weitere Aufgabe beschlossene Errichtung eines Rheinübergangs zwischen Hartheim und Fessenheim wurde mit der Einweihung der Hardtbrücke Erich Dilger – Alain Foechterlé am 20. Mai 2006 bereits erfüllt.